# Mebeverina
Se conoce por mebeverina a un fármaco antiespasmódico que actúa muy selectivamente sobre el músculo liso gastrointestinal. Químicamente, es un anticolinérgico sintético con grupo amino terciario y suele utilizarse como hidrocloruro de mebeverina.

## Farmacodinámica
La mebeverina es un antiespasmódico musculotrópico que actúa directamente sobre el músculo liso del tracto gastrointestinal, aliviando los espasmos sin afectar la motilidad normal del intestino. Dado que esta acción no está mediada por el sistema nervioso autónomo, no se producen los clásicos efectos secundarios anticolinérgicos.

## Farmacocinética
La mebeverina se absorbe rápida y completamente después de la administración oral en forma de comprimidos. La mebeverina no se excreta como tal, sino que se metaboliza completamente. El primer paso en el metabolismo es la hidrólisis, originando ácido verátrico y alcohol de mebeverina. El alcohol de mebeverina es un metabolito activo que vuelve a sufrir metabolización, originando ácido carboxílico desmetilado de mebeverina (ACDM) y el ácido carboxílico de mebeverina. Finalmente, todos los metabolitos son eliminados por la orina. En el plasma, el ACDM es el metabolito circulante principal. La vida media de eliminación en el estado de equilibrio del ACDM es de t ½ = 2,45 h después de la administración del comprimido. La Cmax y el tmax del ACDM para el comprimido son de 1670 ng/ml y 1 h respectivamente. No se produce acumulación significativa después de la administración de múltiples dosis.

## Uso clínico

### Indicaciones
- Tratamiento sintomático del síndrome del intestino irritable: dolores y calambres abdominales persistentes, diarrea no específica con o sin estreñimiento alternante y sensación de plenitud.[2]

### Contraindicaciones
- Hipersensibilidad al principio activo o a alguno de los excipientes de la presentación comercial.
- Íleo paralítico
- No se dispone de datos clínicos sobre embarazos expuestos a mebeverina. Los estudios con animales no indican efectos perjudiciales directos o indirectos respecto al embarazo, desarrollo embrional/fetal, parto o desarrollo postnatal. Se debe administrar con precaución a mujeres embarazadas.[1]
- No se debe administrar mebeverina en período de lactancia.

### Reacciones adversas
- Se han observado reacciones alérgicas principales, pero no exclusivamente limitadas a la piel (no se puede estimar su frecuencia a partir de los datos disponibles).
  - Trastornos del sistema inmunitario: Hipersensibilidad
  - Trastornos de la piel y tejido subcutáneo: Urticaria, angioedema, edema facial, exantema.

### Presentaciones
- 60 comprimidos recubiertos de 135 mg[3]

Por las características fisicoquímicas del hidrocloruro de embebería, los excipientes más habituales que nos podemos encontrar son:
- Lactosa monohidrato,
- Almidón de patata,
- Povidona (E 1201),
- Talco,
- Estearato de magnesio (E 470 b),
- Sacarosa (E 954),
- Goma arábiga (E 414),
- Gelatina,
- Cera de abejas (E 901) y
- Cera carnauba (E 903).

## Links
- Agencia española de medicamentos y productos sanitarios. Información de fichas técnicas autorizadas
- Guía de Prescripción Terapéutica. Información de medicamentos autorizados en España.
- Ficha técnica en Pub Chem Compound (NCBI)

- Datos: Q418167
- Multimedia: Mebeverine / Q418167